# 레위니옹 요리

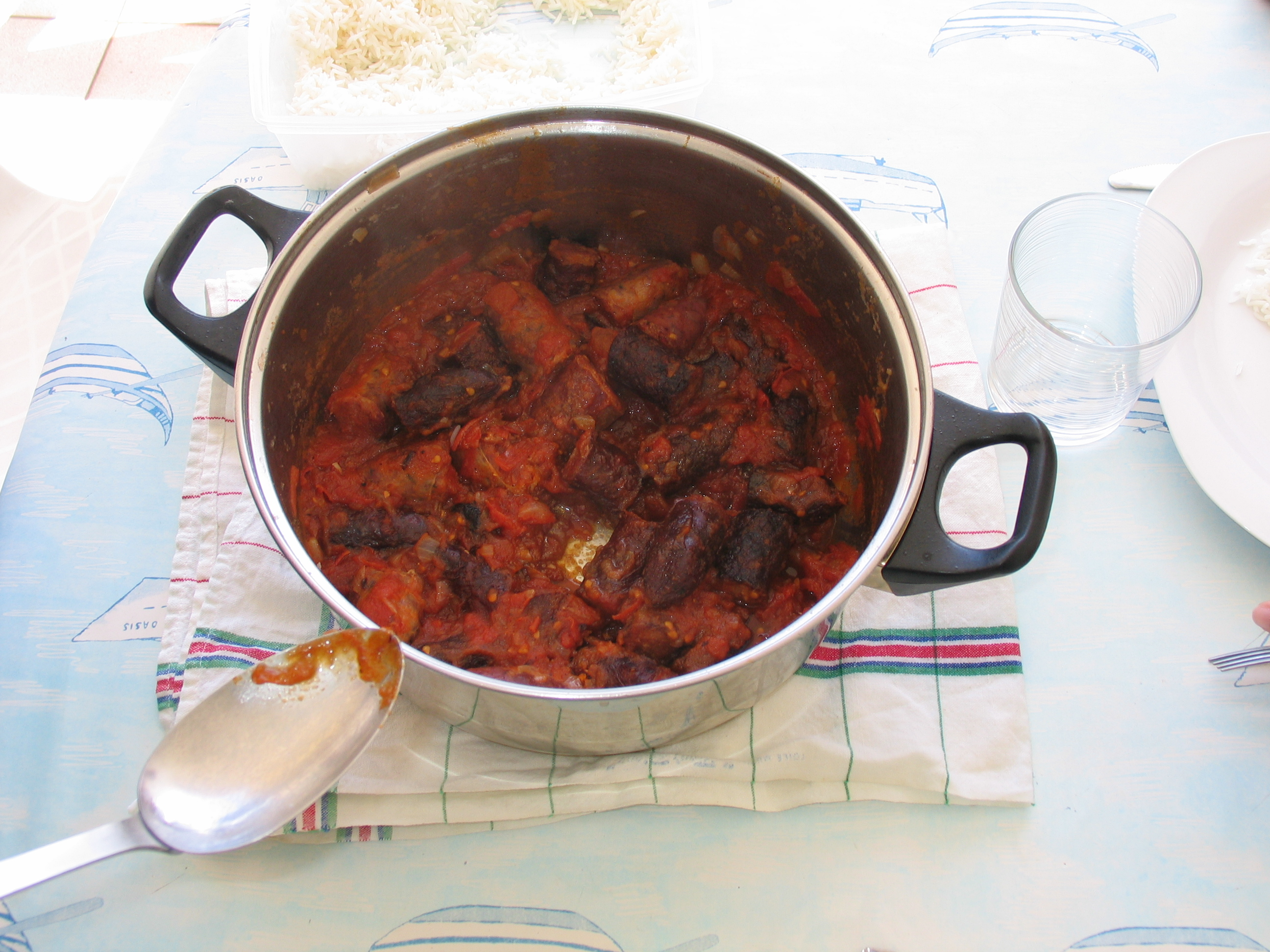
루게유 소시지

레위니옹 요리(프랑스어: cuisine réunionnaise)는 아프리카 동부의 프랑스령 섬인 레위니옹의 전통 요리이다. 여러 이민자들이 모여든 섬 특성상 마다가스카르 요리, 프랑스 요리, 인도 요리, 동아프리카 요리, 중국 요리 등이 혼합되어 탄생한 인도양 크레올 요리의 일종이기도 하며, 향신료를 많이 써서 풍미가 강하고 비교적 푸짐한 요리가 많다.

## 상세
레위니옹 사람들은 크레올이 대다수이기에, 레위니옹 요리 역시 크레올 요리의 특성이 강하다.

### 아페리티프

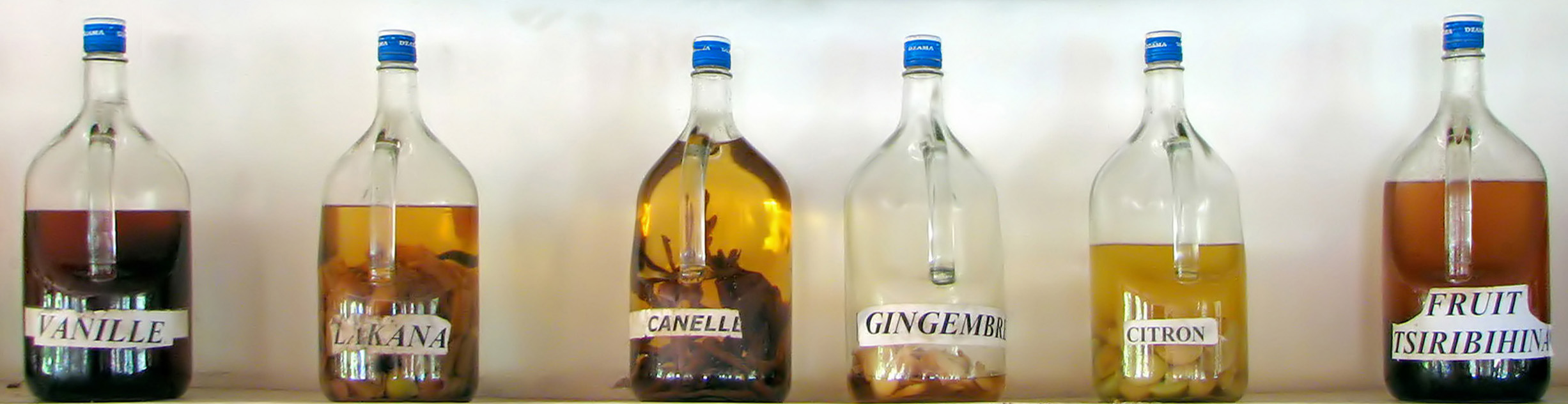
레위니옹의 럼주.

'아페리티프' (apéritif)라 해서 식전주와 함께 간단한 주전부리를 먹는 것이 레위니옹 식사의 큰 비중을 차지하고 있는데, 이는 프랑스 요리의 영향이다. 단순히 펀치나 럼주를 마실 수 있는 기회를 넘어, 여러 안주를 통해 입맛을 돋울 수 있게 해준다. 대표적인 전통 안주로는 인도식 만두인 사모사, 봉봉 피망 (고추 사탕), 부숑 (고기 요리), 피망 파르시 (속채운 피망) 등이 있다.
아페리티프 요리는 튀김이 제일 많지만, 그 밖에도 간장찜 요리, 봉봉 피망, 돼지고기를 채운 피망 파르시, 닭고기 크로켓도 찾아볼 수 있다. 이와 더불어 프랑스 요리의 아페리티프에 가깝게 칵테일 소시지나 땅콩류를 먹기도 한다.

### 메인 요리

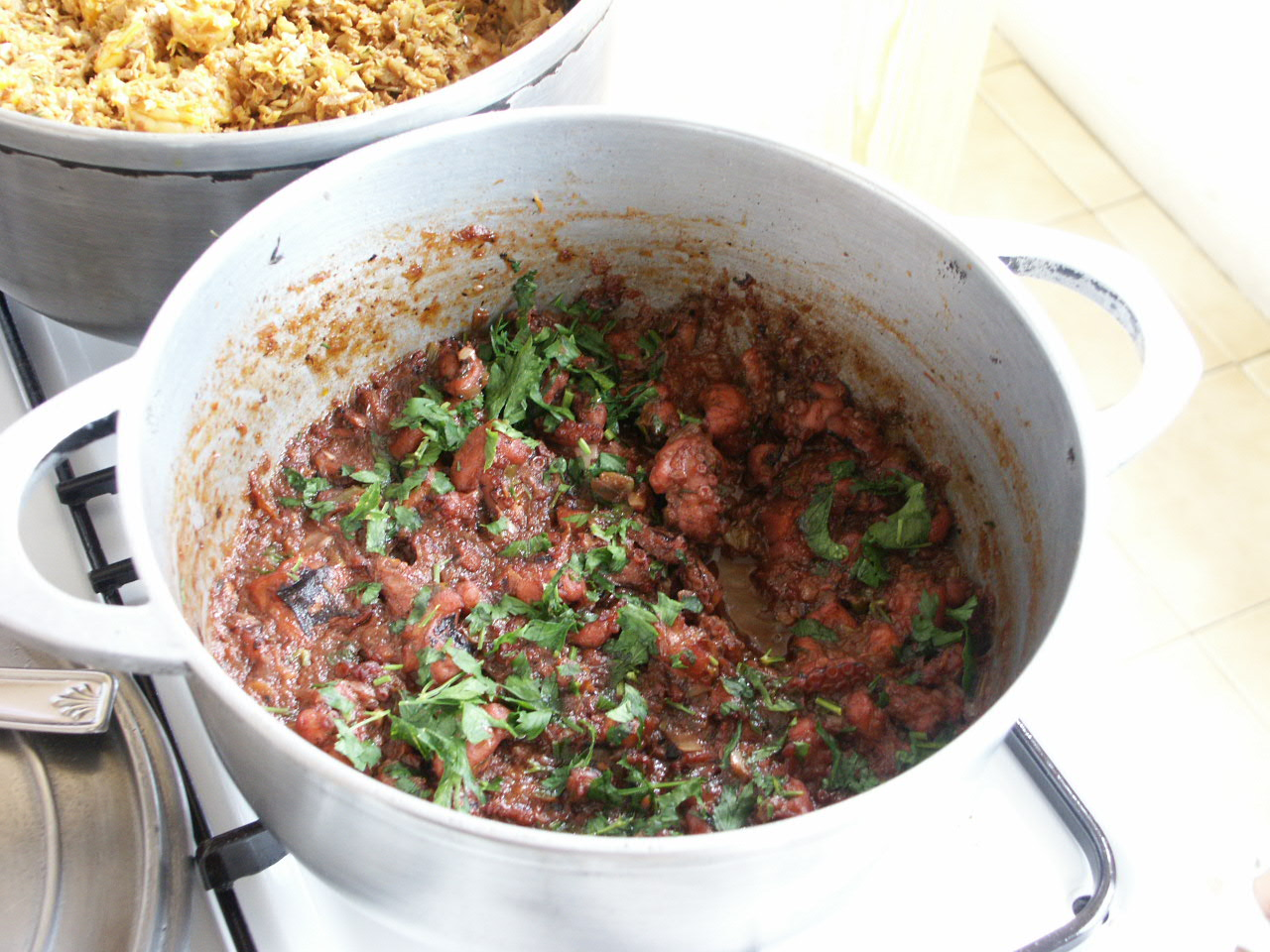
시베 드 주리트 (civet de zourites)

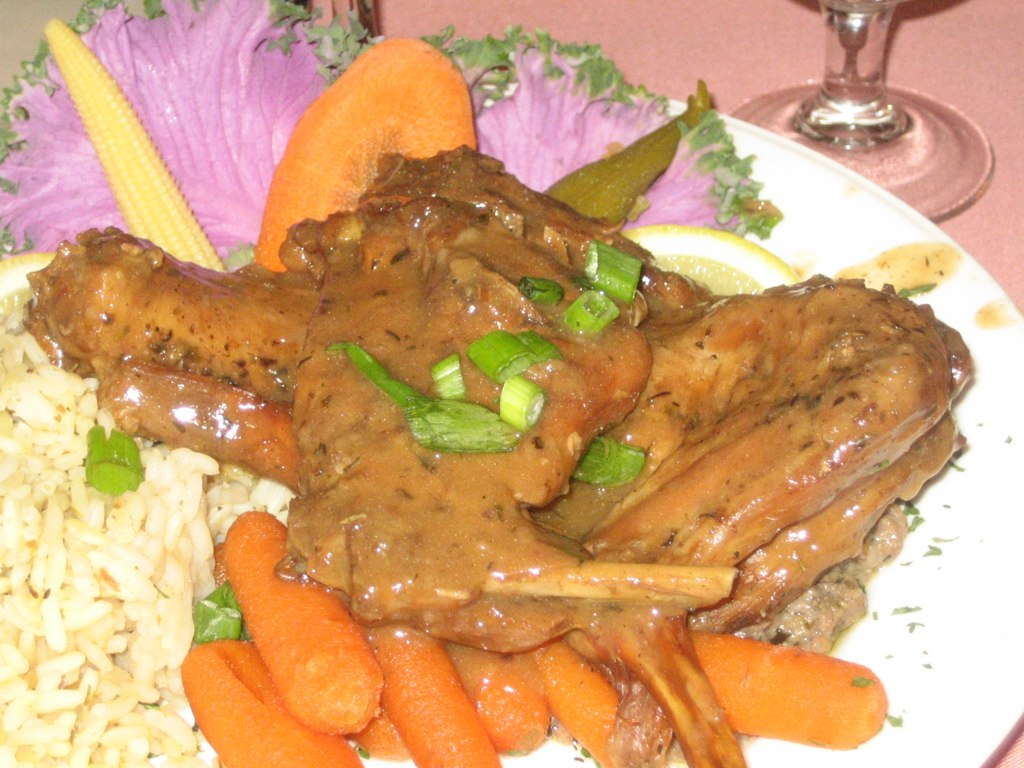
크레올식 시베 드 라팽 (Civet de lapin à la créole)

가장 일반적인 메인 요리는 인도 요리에서 넘어온 커리이며 반드시 밥과 함께 먹는다. 커리는 인도 전통 커리, 루게유 커리, 시베 커리가 있으며 가장 흔한 커리는 치킨 커리이다. 레위니옹식 커리는 양파, 마늘, 강황 등의 향신료 (현지어로는 사프란페이 - safranpei)로 기본 양념을 만들며, 생선, 고기, 계란 등을 튀기고 토마토를 더해 요리한다. 생강으로 음식의 향을 내기도 하며, 귤속의 일종인 카피르라임의 껍질도 훌륭한 재료로 평가된다.
찹수이 (국수가 아닌 밥과 함께), 파인애플 돼지요리, 소고기 볶음이나 닭고기 볶음 등 아시아 요리에서 유래한 요리들도 흔히 찾아볼 수 있다.
레위니옹을 대표하는 또 하나의 요리로는 루게유 소시지 (rougail saucisses)가 있다. 돼지고기, 토마토, 양파에 고춧가루 등의 양념을 더해 만드는 소시지이다. 여기에 염소고기나 닭고기 마살라, 가지나 감자를 훈제한 부카네 (Boucané), 고슴도치 고기로 만든 시베도 대표적인 요리다.
레위니옹 요리의 주식은 쌀이며 그냥 흰밥과 같이 먹을 수도 있지만, 상술한 카피르라임으로 찐 밥인 젬브로칼 (zembrocal)로도 먹는다. 또 팥, 곡물, 콩을 곁들여 먹는 경우가 많다. 보통 저녁에는 브레드 (brède)라는 야채 요리를 함께 곁들여 먹는데, 브레드로 만들어지는 야채의 종류에는 한계가 없어서 차요테, 호박, 라스트롱, 카사바, 배추, 파라크레스, 시금치 등을 모두 올릴 수 있다. 또 야채의 종류에 따라 삶거나 프리카세로 만들어 먹는다.
쌀, 곡식과 함께 곁들이는 또다른 반찬으로는 역시 인도와 동남아에서 기원한 아차르나 토마토, 초록망고, 가지로 만든 루게유을 들 수 있으며 레위니옹 요리 중에서는 가장 맵다.
레위니옹 요리는 고기나 생선 요리가 대부분이기 때문에 채식 요리는 보기 드문 편이지만, 몇 가지 꼽자면 차요테를 그라탕으로 만든 그라탕 슈슈 (gratin chouchou), 바나나꽃으로 만든 바바피그 카레 (cari de babafigue)가 있다.
마지막으로 '부캉' (boucan)이라 부르는 훈제 요리가 있다. 주철로 만든 냄비로 만들며, 예로부터 마당에서 장작불을 때운다거나 집 밖의 별채에서 요리하였다. 현지의 더운 기후 특성상 육류를 보존할 수 있도록 발달한 요리이기도 하다. 훈제가 다 끝나면 바나나 잎에 담아 먹거나, 손으로 먹기도 하였다.

부캉의 예시
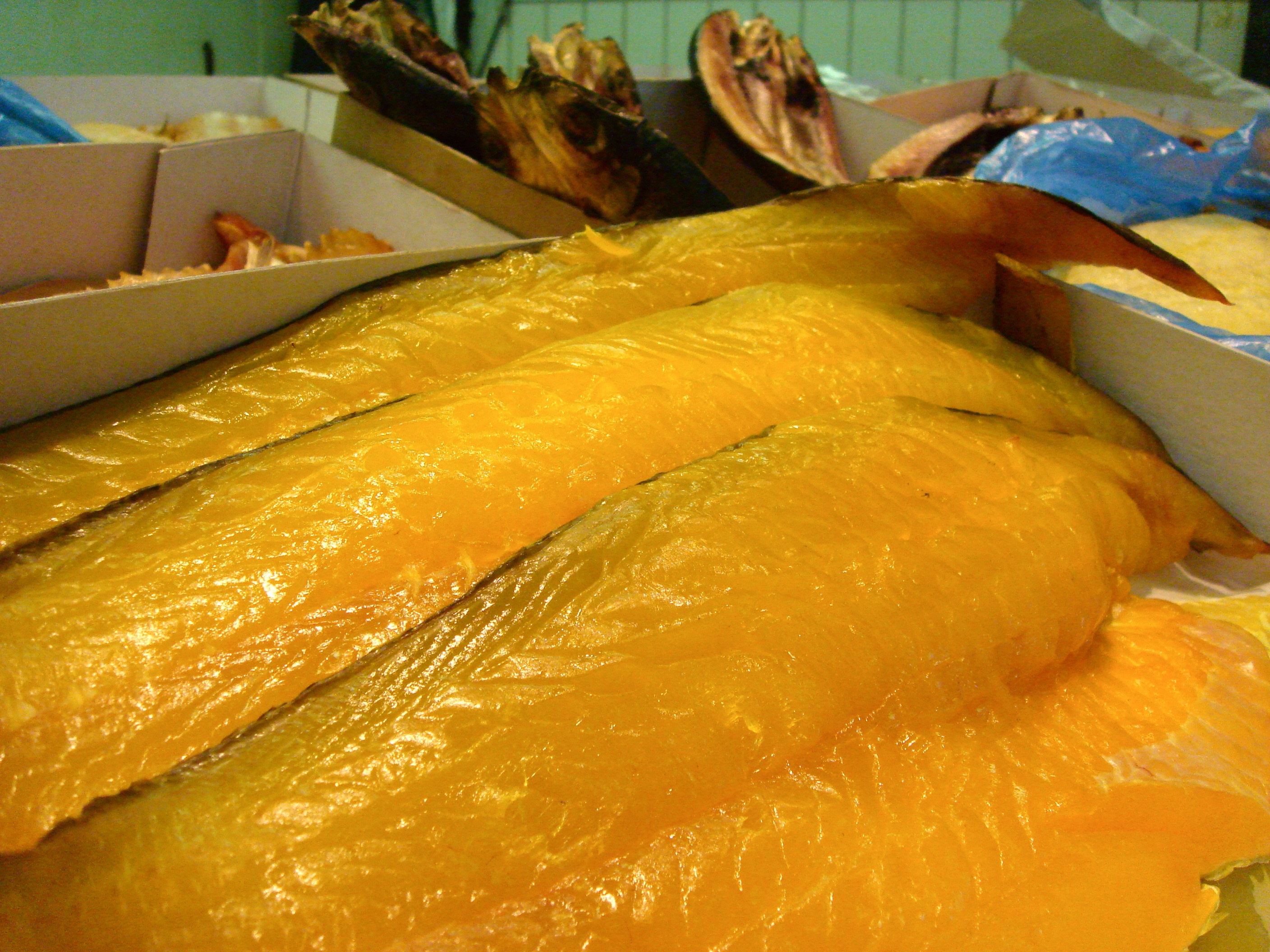
훈제 생선살
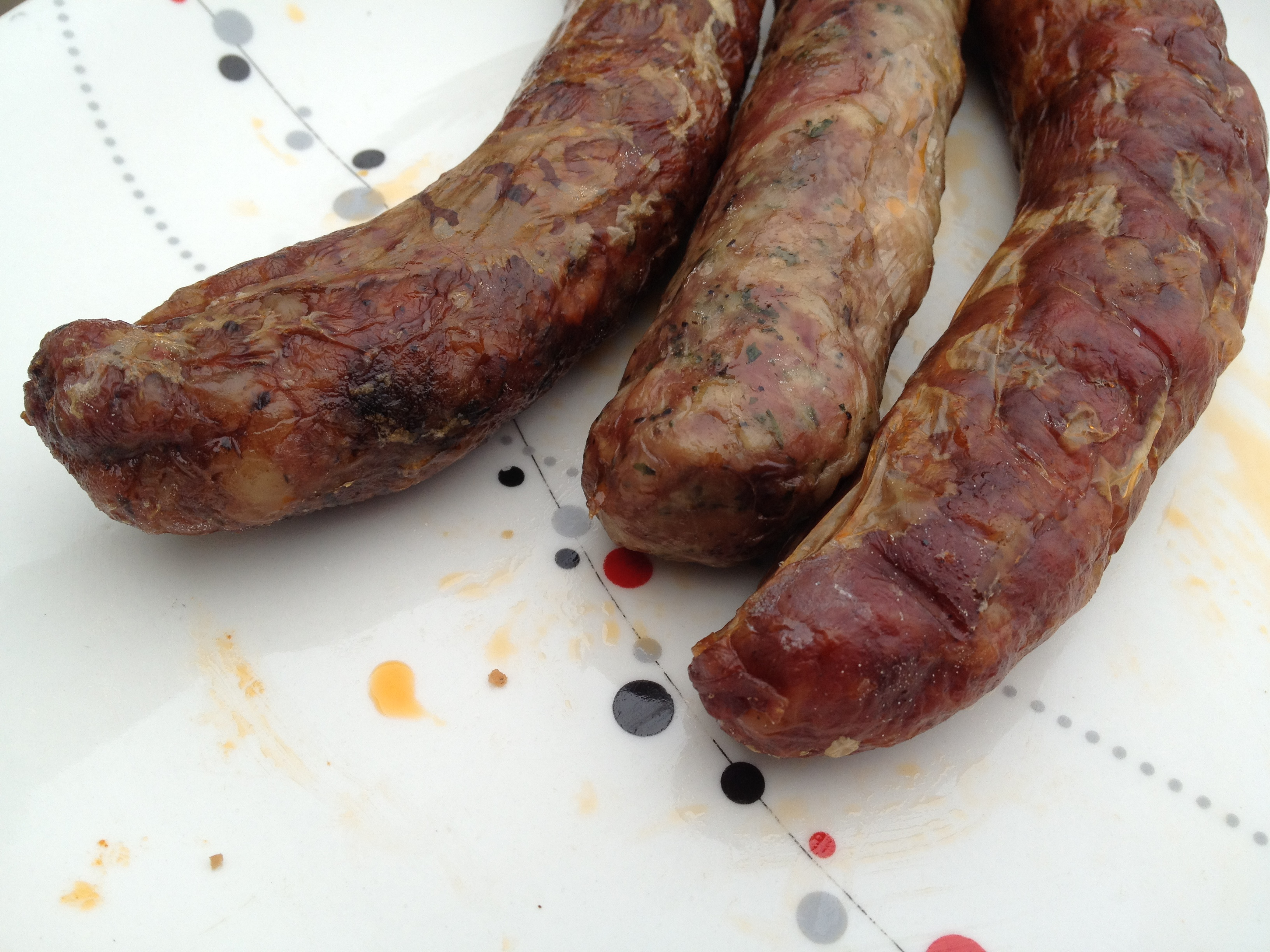
훈제 고깃살

#### 탕그

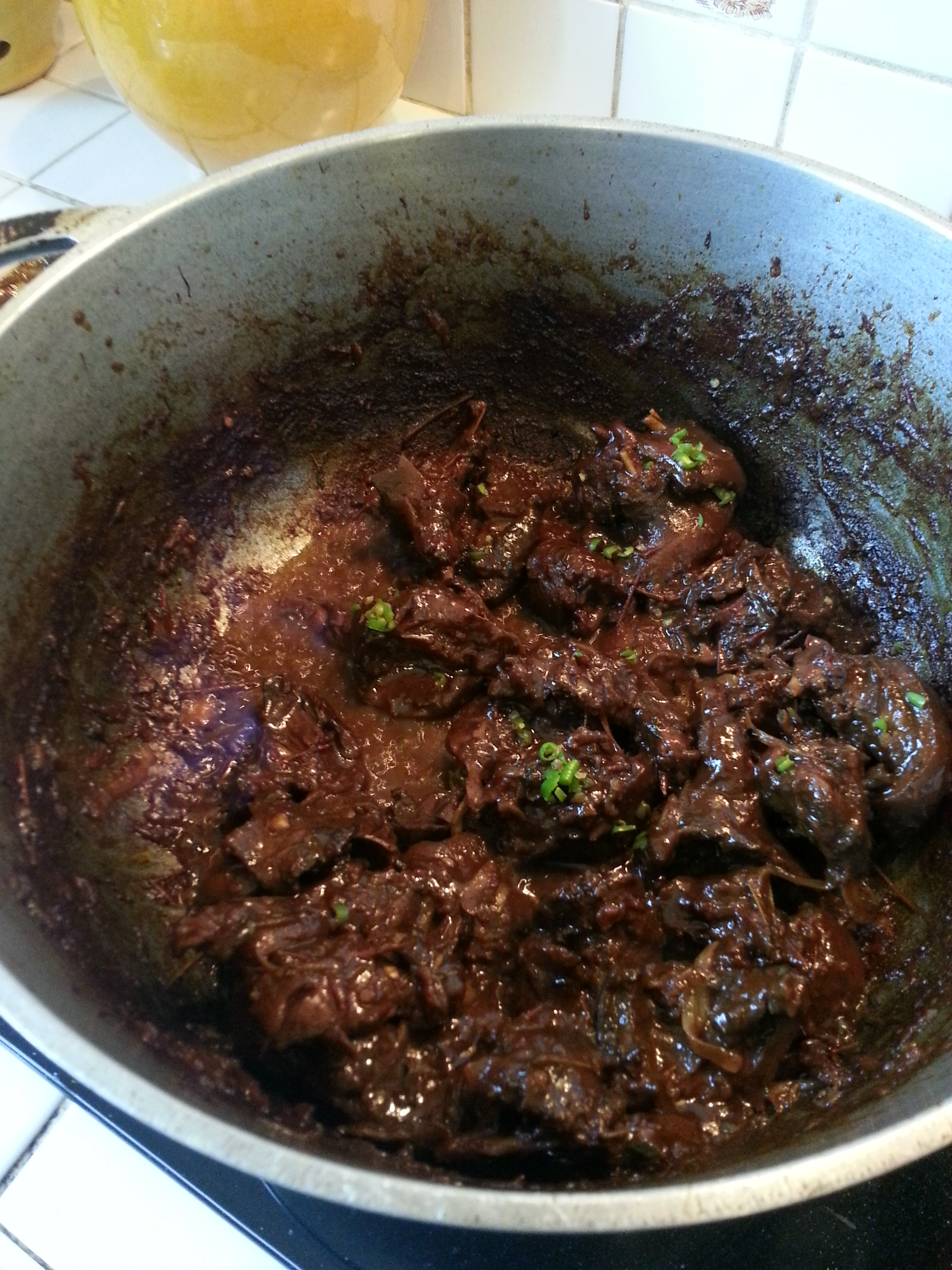
시베 드 탕그

레위니옹에서는 고슴도치류의 일종인 민꼬리텐렉을 탕그 (Tangue)라 부르는데, 마다가스카르 요리의 영향으로 흔히 먹는 고기가 되었다. 보통 커리로 만들어 먹으며, 밥과 함께 바나나잎에 담아 낸다.
다만 레위니옹에서는 무분별한 밀렵으로 멸종 위기에 처해 있다. 오늘날 탕그는 2월 15일부터 5월 15일까지의 제한된 기간에만 포획이 허가되며, 야간에 사냥개를 풀어 잡는다고 전한다.

### 참고 문헌
- Claire Secondy et Véronique Fontaine (2007), 《Recettes réunionnaises et alimentation équilibrée》, Orphie, 157쪽, ISBN 978-2877633581.
- Marie Valentin (1982), 《La Cuisine réunionnaise》, Fondation pour la recherche et le développement dans l'océan Indien, 133쪽

## 같이 보기
- 루게유 모뤼
- 루게유 소시지